# Saint-Jean-de-Lier
Saint-Jean-de-Lier è un comune francese di 388 abitanti situato nel dipartimento delle Landes nella regione della Nuova Aquitania.

## Società

### Evoluzione demografica
Abitanti censiti